# You Make It Feel Like Christmas (canción)
«You Make It Feel Like Christmas» es un sencillo de la cantante estadounidense Gwen Stefani, extraído de su álbum de estudio homónimo de 2017. Con la colaboración vocal de su esposo Blake Shelton, fue escrito por ella, Justin Tranter y el compositor Busbee, y producido por él y Eric Valentine. Grabado durante el verano, Interscope Records lo publicó el 22 de septiembre. Inspirado en la música navideña que escuchó en su infancia, constituye la segunda colaboración entre ella y Shelton, tras su dueto de 2016 «Go Ahead and Break My Heart». Es una composición de country pop, y sus letras describen una temporada festiva romántica.
Sus reseñas críticas oscilaron entre lo positivo y lo mixto; algunos expertos elogiaron su calidad lírica y lo consideraron un futuro «clásico navideño moderno», mientras que otros lo vieron como inferior al resto del disco. En Estados Unidos, debutó en el Billboard Hot 100 en el puesto 50 en diciembre de 2024, y alcanzó el top 10 en las listas de formato Adult Contemporary tanto en Canadá como en Estados Unidos. En Alemania y Suiza, se convirtió en el primer sencillo de Stefani en posicionarse en años, y en el Reino Unido fue su primer tema solista en llegar al top 100 desde 2007, con 200 000 copias vendidas a diciembre de 2022. En 2023, la Recording Industry Association of America lo certificó como Platino.
Su videoclip fue dirigido por Sophie Muller, colaboradora habitual de la artista, y se estrenó en noviembre de 2018. En él, se alternan escenas en las que Stefani y Shelton participan en diversas actividades navideñas con imágenes de ambos interpretando el sencillo, acompañados por una big band y bailarines infantiles. Su estilo en el video fue comparado con el de Marilyn Monroe. Stefani interpretó el tema en diversos programas televisivos, como Jimmy Kimmel Live!, The Late Late Show with James Corden y The Voice, además de en un especial navideño televisivo creado en 2017 para promocionar el disco, Gwen Stefani's You Make It Feel Like Christmas.

## Antecedentes y lanzamiento

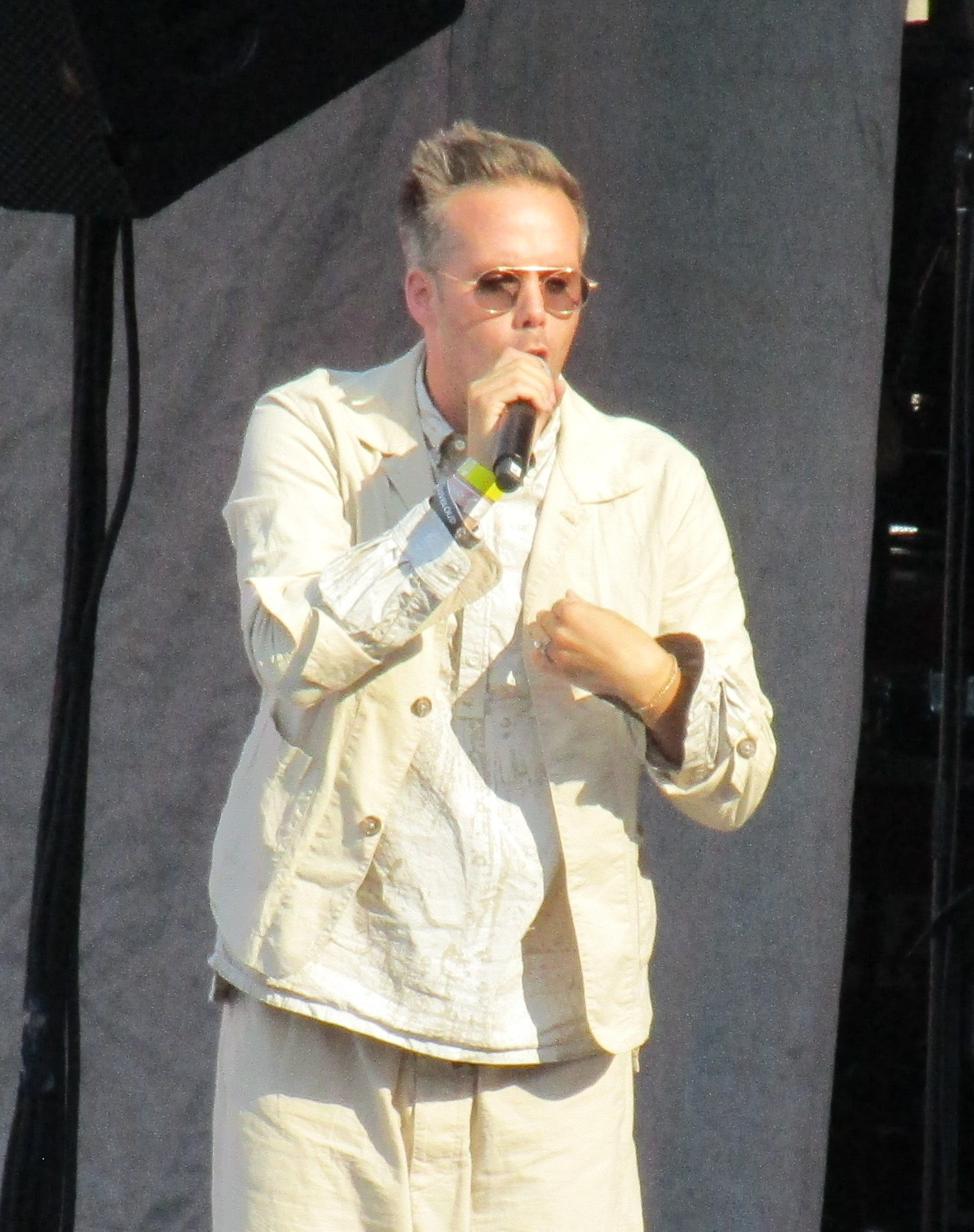
El tema, coescrito por Tranter (en la imagen), es una de las seis composiciones originales del disco.

Tras el lanzamiento de su tercer álbum, This Is What the Truth Feels Like, Stefani anunció que presentaría nueva música a finales de 2017. En septiembre de ese año, afirmó en sus redes sociales que «tenía algo grande planeado para las fiestas» y prometió revelar más detalles próximamente. Al día siguiente, confirmó la grabación de un disco navideño titulado You Make It Feel Like Christmas y precisó que la pista homónima sería el sencillo principal. La canción fue escrita por ella, Tranter, Shelton y el compositor Busbee, y producida por él y Valentine. Fue enviada a emisoras de radio de formato adult contemporary en diversos países, salvo en Italia, donde Universal Music Group optó por promocionar la versión de «Santa Baby» de Stefani como sencillo principal en su lugar. Además, se distribuyeron dos sencillos promocionales en disco compacto: uno se envió a emisoras del Reino Unido por Interscope, y otro, gestionado a través de Polydor Records y Universal Music Group, se destinó a la rotación en la radio francesa. En Rusia, el tema debutó en emisoras de hits contemporáneos el 25 de septiembre.

## Composición
Musicalmente, es un tema navideño de country pop «contagioso», caracterizado por su compás rápido y sus letras románticas. Megan Armstrong, de Billboard, lo describió como una «mezcla de los estilos distintivos de Stefani y Shelton» que integra elementos del pop y del country, aunque enfatizó que predomina el primero. Stephen Thomas Erlewine, de AllMusic, lo calificó de «dueto animado» y señaló su «ritmo Motown» y su homenaje a épocas pasadas. De forma similar, Alex Robert Ross, de Vice, lo consideró alegre y «de Yule». Además, Michael Bialas, de HuffPost, interpretó el sencillo como una señal de la inclinación de Stefani hacia la música country.
Según el sitio web Musicnotes, está compuesta en compás común y presenta un tempo moderado de 93 pulsos por minuto. La tonalidad es do mayor, y el rango vocal de Stefani se extiende casi por una octava completa, desde C3 hasta E5 en notación científica. Durante los tres versos, la progresión armónica sigue la secuencia C–G–B–Am. La ingeniería de la canción fue realizada por Eric Valentine, y Dave Clauss la mezcló. Jonathan Sterling asistió la ingeniería, mientras que Busbee y Dave Way programaron la calidad auditiva de las voces, con el apoyo de Peter Chun. Erica Canales, Laura Mace, Monet Owens y Dolly Sparks aportaron los coros, bajo arreglos de Grace Potter. Cydney Contreras, de E! News, explicó que Stefani «canta con alegría» cómo, tras «creer haber perdido todo y sentir que el amor se había muerto», su relación con Shelton cambió su visión, al «hacerla sentir como Navidad». Además, la letra describe elementos festivos, como la nieve y el «dulce pan de jengibre preparado con melaza».

## Recepción

### Comentarios de la crítica
Allan Raible, de ABC News, elogió el encanto retro de la canción y lo calificó como un punto a favor. En cuanto a la participación de Shelton, escribió: «Este es él siendo recibido en el mundo de Stefani sin sonar fuera de lugar». Randy Lewis, de Los Angeles Times, disfrutó la colaboración y la describió como «dulcemente romántica», y consideró «obvia» su inclusión en el disco debido a la relación altamente publicitada entre ambos artistas. Rob Copsey, editor de la Official Charts Company, valoró la decisión de Stefani de «enfatizar la importancia de la familia» en la canción. La calificó como un clásico moderno y comentó: «Tiene la dosis justa de sentimentalismo y alegría festiva del country pop, así que es probable que vuelva a sonar en los próximos años». Por otro lado, Ross criticó la fecha de lanzamiento del sencillo en septiembre, varios meses antes de la Navidad. En su artículo de 2017 titulado «¿Canciones navideñas? ¿En septiembre? ¿En serio?», comentó que resultaba «casi divertido si vives en un lugar anormalmente frío durante el otoño». Chris Willman, de Variety, consideró que las composiciones originales del álbum eran «superiores» a las versiones que Stefani hizo de clásicos navideños, aunque usó el tema homónimo como ejemplo de que Shelton y Stefani «deberían mantener sus carreras separadas». Por el contrario, David Smyth, de Evening Standard, elogió el álbum en términos generales, pero opinó que la canción era menos memorable que los covers.

### Desempeño comercial
En Estados Unidos, «You Make It Feel Like Christmas» estuvo cerca de ingresar en la lista Billboard Hot 100. En su lugar, alcanzó el gráfico US Bubbling Under Hot 100, que funciona como extensión del Hot 100 y agrupa las piezas que aún no han entrado en el ranking principal. El tema debutó en el puesto 11 en la edición del 23 de diciembre de 2017. La semana siguiente alcanzó el número 2, quedando impedido de llegar a la cima por un sencillo de Walk the Moon, «One Foot». Permaneció cuatro semanas en el Bubbling Under Hot 100. Impulsado por el grueso de las ventas digitales, el tema llegó al puesto 37 en 2017 en el US Digital Song Sales y alcanzó el número tres en el correspondiente gráfico Holiday Digital Song Sales. De los cinco éxitos de Stefani que alcanzaron el top 10 en este último, «You Make It Feel Like Christmas» logró el pico más alto. Reingresó al gráfico Digital Song Sales en 2020, alcanzando un nuevo máximo en el puesto 16. Tras su lanzamiento en 2017 para las emisoras de adult contemporary, llegó al número 9 en el gráfico respectivo de Billboard, y se convirtió en el segundo tema de su carrera como solista en situarse entre los 10 mejores y en su mejor posición desde que «The Sweet Escape» alcanzó el número 3 en 2007. El 10 de diciembre de 2020, fue certificado oro por la Recording Industry Association of America, lo que equivale a 500 000 unidades equivalentes a pista, distinción que fue elevada a platino en 2023.
En los gráficos canadienses, alcanzó el puesto 26 en la principal lista de ventas digitales en 2017. Permaneció en dicho ranking durante cinco semanas no consecutivas, con su última aparición en 2020, cuando subió hasta el número 24. Asimismo, figuró en los rankings de difusión en Canadá: en los gráficos de adult contemporary y Hot Adult Contemporary, donde llegó a los puestos 2 y 31, respectivamente. En el primero, se convirtió en la entrada solista más exitosa de Stefani, superando a «The Sweet Escape», que previamente había alcanzado el número 3. Al año siguiente, durante la temporada navideña de 2018, también ingresó en el gráfico recurrente de adult contemporary en Canadá, impulsado por una intensa difusión.
Fuera de Norteamérica, el tema logró posicionarse en diversos países europeos. En Suiza, se constituyó en la primera aparición de Stefani como solista en el listado desde «Early Winter». Debutó en 2017 en el puesto 80 y alcanzó finalmente el 40 en 2024, permaneciendo 11 semanas en total en el gráfico Schweizer Hitparade. En Alemania tuvo un rendimiento similar, llegando al número 55 y siendo su primera presencia en los rankings desde «Baby Don't Lie». En el Reino Unido, debutó en el puesto 100 del UK Singles Chart correspondiente al 22 de diciembre de 2017, marcando el primer tema solista de Stefani en ingresar al top 100 desde «Now that you got it», desde 2007. En 2017 alcanzó el 98, pero durante la temporada navideña de 2018 volvió a ingresar y subió hasta el 71 en la semana que finalizó el 28 de diciembre de ese año. Para el 7 de diciembre de 2018, se habían vendido 33 500 copias en el Reino Unido. En 2019, las ventas ascendieron a 66 000 unidades y, en diciembre de 2022, la Industria Fonográfica Británica la certificó Plata por ventas y reproducciones que superaron las 200 000 unidades. Para 2024, alcanzó un nuevo pico, ubicándose en el 69. En el Scottish Singles and Albums Charts, compilado por la Official Charts Company, llegó al puesto 57. En otros países europeos, alcanzó posiciones en los rankings de difusión de Bélgica, Polonia y Eslovaquia, ubicándose en los puestos 10, 43 y 33, respectivamente.

## Videoclip
Su videoclip fue dirigido por Sophie Muller. Al concluir su producción y antes de su estreno, Shelton tuiteó que su estilo le recordaba a la comedia televisiva I Love Lucy. Stefani agradeció la producción del video y lo consideró un «regalo navideño» de Shelton, como referencia a su desagrado por filmar videoclips. 
El 18 de noviembre de 2018, adelantó el estreno al subir una serie de imágenes del producto final a Instagram. En particular, una foto los mostraba preparando una comida festiva, acompañada de la frase «Seremos un clásico de todos los tiempos...» en la descripción. Posteriormente, confirmó que el videoclip se estrenaría el 22 de noviembre de 2018, bajo la dirección de Muller. En la fecha prevista, fue publicado en su cuenta oficial de Vevo en YouTube.
El video comienza mostrando a Stefani y Shelton conduciendo un convertible mientras cae nieve. Mientras transportan un árbol navideño, Él se ve interrumpido por un enjambre de abejas que ella intenta espantar. En otra escena, la pareja se encuentra en un salón orquestal, acompañado de una gran banda de respaldo y un grupo de niños bailarines disfrazados de Papá Noel, lo que sorprende a Shelton. Él viste un esmoquin, mientras Stefani luce un vestido plateado llamativo y ostentoso, siendo su imagen comparada con la de la actriz estadounidense Marilyn Monroe. La siguiente escena muestra a la pareja construyendo muñecos de nieve en un bosque; el de Shelton evoca el estilo tradicional, y el de Stefani replica la apariencia del David de Miguel Ángel.
Se reagrupan la banda de acompañamiento y los niños bailarines, quienes ejecutan su coreografía y rodean a Stefani y Shelton mientras la pareja canta. En una ambientación de salón, Stefani decora mágicamente el interior y envuelve a Shelton con una guirnalda navideña. Mientras ella lo abraza, él intenta sin éxito abrir una castaña con un cascanueces de mano. En otra escena, Stefani añade los toques finales a una comida festiva y reprende a Shelton por intentar comer antes de tiempo. Tras un fundido a negro, escenas adicionales muestran a la pareja protagonizando una batalla de comida, a éste perdiendo el control del vehículo durante una tormenta de nieve y a Stefani intentando conquistar a Santa, para disgusto de Shelton.

## Interpretaciones en directo
El 4 de diciembre de 2017, Stefani y Shelton presentaron «You Make It Feel Like Christmas» en The Voice, y concluyeron la actuación con un beso. Randee Dawn, de Today, calificó el acto como festivo y «un gran punto culminante para la pareja». En su especial navideño para NBC, titulado Gwen Stefani's You Make It Feel Like Christmas, interpretó diversas piezas del álbum, incluida la misma «You Make It Feel Like Christmas». Acompañada de Shelton, lució una blusa a cuadros combinada con una falda con abertura. Emily Krauser, de Entertainment Tonight, opinó que en esta interpretación se evidenciaron sus «auténticas influencias del ska». Durante la temporada navideña de 2018, fue invitada a Jimmy Kimmel Live! e interpretó tanto «You Make It Feel Like Christmas» como una versión a dúo de «Feliz Navidad» junto a Mon Laferte. En su aparición para el primero, lució un vestido blanco adornado con lunares en material transparente y estuvo acompañada por un grupo de cuatro bailarines de respaldo, vestidos en blanco y negro. Asimismo, el 19 de diciembre de 2018, apareció en The Late Late Show with James Corden para interpretar el tema. La presentación fue elogiada por Kareem Gantt, colaborador de la compañía estadounidense AXS, quien afirmó que «Stefani arrasó, y le otorgó al set de “Corden” un ambiente festivo y navideño tan necesario en ese momento». En 2019, durante la 87.ª edición del encendido anual del árbol de Navidad del Centro Rockefeller, Stefani se presentó como artista destacada junto al cantante y jurado de The Voice John Legend. Su intervención se realizó el 14 de noviembre de 2019, iniciando con «You Make It Feel Like Christmas» y finalizando con su versión del clásico navideño «White Christmas». Según Heran Mamo de Billboard, lució «una blusa negra transparente de manga larga con un frontal rojo y dorado adornado con perlas, hot pants negros con lentejuelas, medias de red negras y botas negras hasta la rodilla». El espectáculo fue grabado y transmitido por NBC el 4 de diciembre. La emisora de radio comercial floridana WRMF informó que, probablemente, la actuación fue pregrabada debido a un compromiso previo que la mantenía disponible para The Voice.

## Créditos y personal
Créditos adaptados de las notas del álbum.
- Gwen Stefani — voz principal, composición
- Blake Shelton — voz invitada, composición
- Justin Tranter — composición
- busbee — composición, producción, trombón
- Eric Valentine — producción
- Sean Hurley — bajo
- Ryan Dragon — trombón bajo, trombón
- Erica Canales — coros
- Laura Mace — coros
- Monet Owens — coros
- Dolly Sparks — coros
- Patrick Warren — celesta, piano
- Aaron Sterling — batería
- Greg Camp — guitarra eléctrica
- John Storie — guitarra eléctrica
- Matt Musty — percusión, timbal
- Stewart Cole — trompeta
- Jamie Hovorka — trompeta

## Posicionamiento en listas
| Listas                                              | Mejor posición |
| --------------------------------------------------- | -------------- |
| Australia (ARIA Charts)                             | 38             |
| Austria (Ö3 Austria Top 40)                         | 32             |
| Bélgica (Flandes) (Ultratip Bubbling Under)         | 10             |
| Canadá (Canadian Hot 100)                           | 42             |
| Canadá (Canada AC)                                  | 2              |
| Canadá (Hot AC)                                     | 31             |
| CEI (Tophit)                                        | 84             |
| Croacia (Top lista)                                 | 13             |
| Croacia Christmas International Airplay (Top lista) | 14             |
| República Checa (Singles Digitál Top 100)           | 78             |
| Estonia (TopHit)                                    | 34             |
| Finlandia (Suomen virallinen lista)                 | 71             |
| Alemania (Offizielle Deutsche Charts)               | 33             |
| Global 200 (Billboard)                              | 44             |
| Irlanda (IRMA)                                      | 57             |
| Lituania (AGATA)                                    | 51             |
| Países Bajos (MegaCharts)                           | 1              |
| Nueva Zelanda (RMNZ)                                | 8              |
| Polonia (Polish Airplay Top 100)                    | 43             |
| Portugal (AFP)                                      | 155            |
| Escocia (Scottish Singles Sales Chart)              | 57             |
| Eslovaquia (Rádio Top 100)                          | 33             |
| Suiza (Schweizer Hitparade)                         | 40             |
| Reino Unido (UK Singles Chart)                      | 69             |
| Estados Unidos (Billboard Hot 100)                  | 50             |
| Estados Unidos (Adult Contemporary)                 | 9              |

## Certificaciones
| País           | Organismo certificador                    | Certificación | Ventas certificadas | Ref.   |
| -------------- | ----------------------------------------- | ------------- | ------------------- | ------ |
| Nueva Zelanda  | Recorded Music NZ                         | Oro           | 15 000              | [ 87 ] |
| Reino Unido    | Industria Fonográfica Británica           | Plata         | 200 000             | [ 88 ] |
| Estados Unidos | Recording Industry Association of America | Platino       | 1 000               | [ 29 ] |